# 切列平 (捷季耶夫區)
49°24′25″N 29°48′25″E / 49.40694°N 29.80694°E
切雷平（烏克蘭語：Черепин）是位於烏克蘭北部的村莊，由基辅州白采爾克瓦區的泰蒂伊夫市鎮負責管轄。該村面積2.4平方公里，海拔高度212米，2001年人口665，人口密度每平方公里277.1人。